# Serovaina
Serovaina es un género de foraminífero bentónico de la subfamilia Serovaininae, de la familia Bagginidae, de la superfamilia Discorboidea, del suborden Rotaliina y del orden Rotaliida. Su especie tipo es Gyroidina globosa var. orbicella. Su rango cronoestratigráfico abarca desde el Barremiense (Cretácico inferior) hasta el Maastrichtiense (Cretácico superior).

## Clasificación
Serovaina incluye a las siguientes especies:
- Serovaina lobulata †
- Serovaina orbicella †